# Noélie Yarigo
Noélie Yarigo (née le 26 décembre 1985 à Natitingou, Bénin) est une athlète béninoise, spécialiste du 800 mètres.
Naturalisée française en 2018, elle détient les records du Bénin du 600 m au 1 500 m, ainsi que du record de France en salle du 800 m depuis 2023 en 1 min 58 s 48.

## Biographie

### Vie personnelle
Noélie Yarigo naît le 26 décembre 1985 à Natitingou, au nord-ouest du Bénin. Huitième d’une fratrie de dix enfants, cinq filles et cinq garçons, elle perd son père, Raphaël, très tôt et ne peut compter que sur sa mère, Idani Thérèse, pour subvenir aux besoins de la famille. De langue maternelle byali, elle parle également le dendi, le waama, le français et se débrouille en fon.
Elle obtient un CEP (Certificat d'études primaires) en 2000, puis, à la fin de ses études secondaires à l'Université de Parakou, elle s’engage en 2009 dans l'Armée de l'Air béninoise au sein de laquelle elle est moniteur de sport avec le grade de caporal.
Le 23 septembre 2022, elle est reçue par le Ministre des Sports Oswald Homeky à Porto-Novo.

### Carrière d'athlète

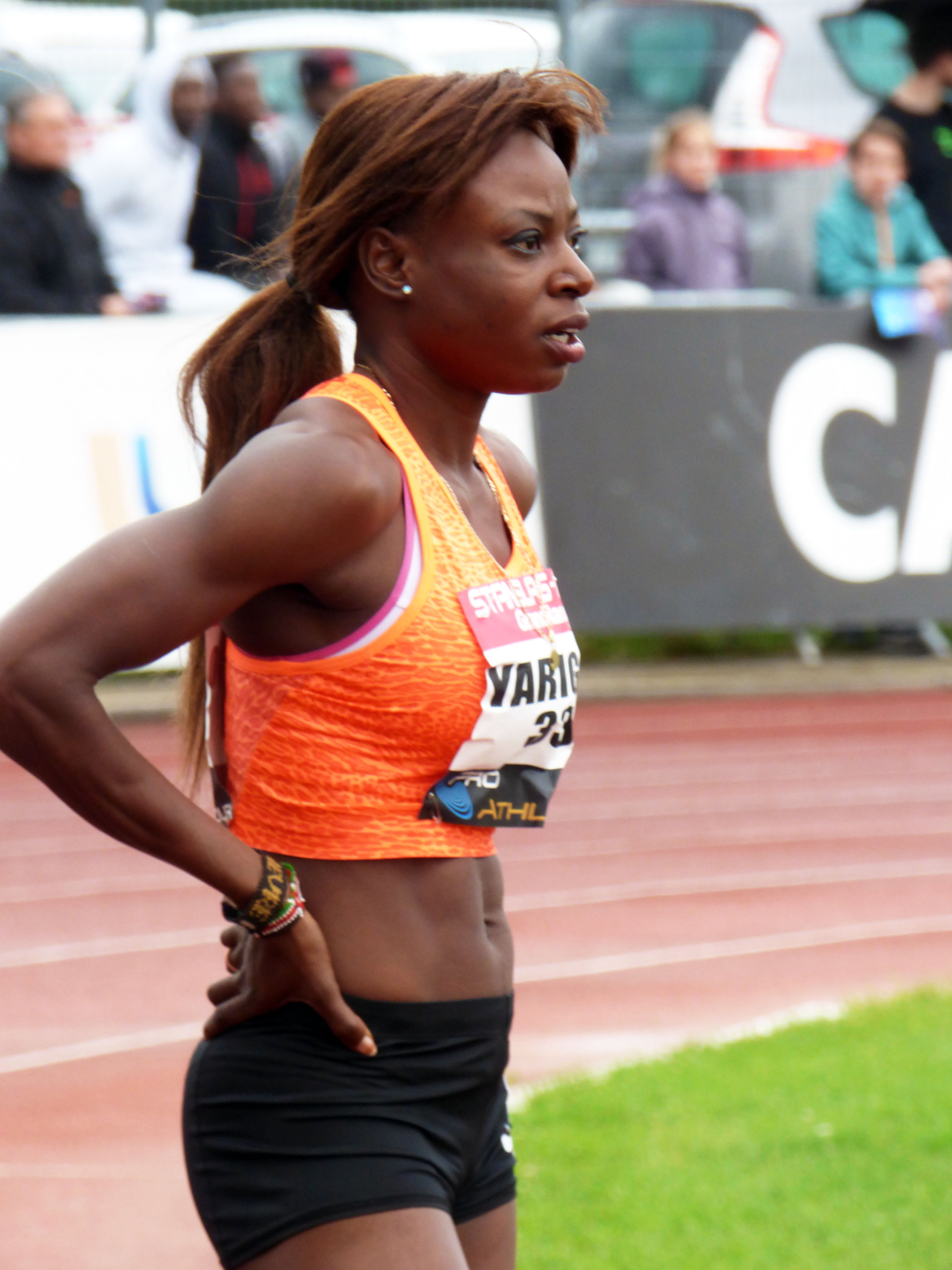
Nancy Yarigo au Meeting Stanislas en 2016.

En décembre 2005, elle participe aux Jeux de la Francophonie à Niamey, et termine 6e du 800 m.
L'année suivante, elle est double vice-championne du Bénin, sur 800 m et 1 500 m.
En juillet 2007, elle participe aux Jeux africains d'Alger sur 800 m, mais ne passe pas le cap des séries (2 min 13 s 29).
En 2009, elle entre dans l'armée et décide de s'entraîner toute seule. Elle se rend en juin 2012 aux Championnats d’Afrique de Porto-Novo, dans son pays, mais ne se qualifie par pour les demi-finales, malgré un nouveau record personnel en 2 min 06 s 72. Lors de cette compétition, elle est découverte par son entraîneur actuel, Claude Guillaume : « Il a proposé de me prendre en charge parce que depuis mon entrée dans l’armée je m’entraînais toute seule. J’ai tout de suite saisi l’opportunité parce que j’avais envie de devenir une grande athlète comme les Kényanes, les Américaines, etc. ». Elle intègre alors le Centre d’entrainement et d’éducation en athlétisme (CEC) et s’entraîne avec le club Running 41 de Blois.
En parallèle, ses supérieurs hiérarchiques à l'armée la détache auprès du ministère des Sports et des Loisirs du Bénin afin qu’elle puisse se consacrer aux entraînements.
Sous la direction de son entraîneur, Noélie Yarigo progresse rapidement, son record de 2 min 06 s 72 en 2012 passe à 2 min 00 s 51 en 2014, nouveau record national du Bénin. Cette année-là, elle remporte le championnat de France en salle à Bordeaux, devant Rénelle Lamote puis termine au pied du podium des championnats de France en plein air à Reims. En août, elle atteint la finale des championnats d'Afrique à Marrakech et se place 5e en 2 min 01 s 64, derrière un triplé kenyan mené par Eunice Sum, et l'Éthiopienne Tigist Assefa, 4e.

En février 2015, elle est battue par Rénelle Lamote aux championnats de France en salle à Aubière. Le 10 juin, elle fait ses débuts en Ligue de diamant, à l'occasion du New York Grand Prix, terminant 10e de la course en 2 min 0 s 97, son meilleur temps de la saison. Le 9 juillet, elle est alignée à l'Athletissima de Lausanne et se classe 5e. En août, elle participe aux championnats du monde de Pékin, et est la première Béninoise à y concourir depuis Fabienne Feraez sur 200 m en 2005 : dans la capitale chinoise, Noélie Yarigo échoue à se qualifier pour les demi-finales, terminant 6e de sa série en 2 min 02 s 48. 

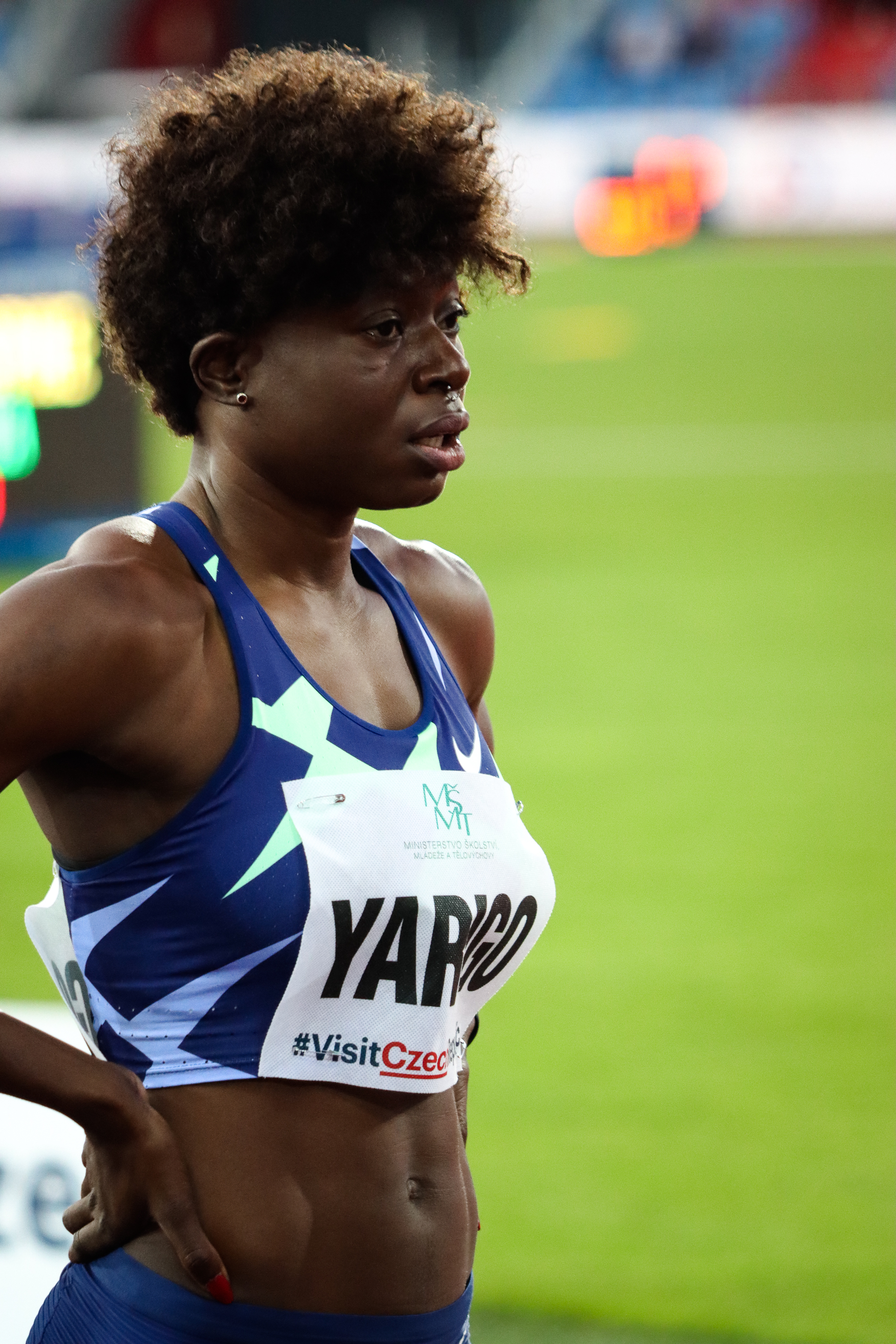
Noélie Yarigo au Golden Spike Ostrava en 2020.

En 2016, elle termine 6e des championnats d'Afrique en Afrique du Sud. Puis, aux Jeux olympiques de Rio de Janeiro, en août, elle réalise un temps de 1 min 59 s 12 en série du 800 m, puis 1 min 59 s 78 un peu moins de 36 heures plus tard. Elle termine cinquième en demi-finale, treizième au total. Son temps en série la situe juste derrière les quatre meilleures Françaises de tous les temps sur le 800 m. Lors du meeting de Joué-lès-Tours en septembre, Noélie Yarigo établit un nouveau record du Bénin du 1 000 m féminin en 2 min 43 s 04. Elle clôt sa saison par une victoire au DécaNation en 2 min 3 s 80 devant l’Ukrainienne Nataliya Lupu (2 min 3 s 98) et l’Américaine Katie Mackey (2 min 4 s 05).
En mai 2017, elle décroche la médaille de bronze des Jeux de la solidarité islamique à Bakou en 2 min 02 s 47, devancée par la Marocaine Malika Akkaoui et l'Ougandaise Halimah Nakaayi. Le 24 juillet, elle remporte la médaille d'argent des Jeux de la Francophonie d'Abidjan, devancée à nouveau par Malika Akkaoui, mais réalise son meilleur temps de la saison en 2 min 01 s 27. Sélectionnée pour les championnats du monde, à Londres, elle court son meilleur temps de l'année en séries en 2 min 00 s 99, puis l'améliore en demi-finale en 1 min 59 s 74 pour terminer 3e de sa course, manquant la qualification pour la finale pour seulement 8 centièmes. 9e des demi-finales malgré le 7e temps (la dernière demi-finale étant plus lente), elle réalise le meilleur résultat d'un athlète du Bénin dans l'histoire des mondiaux.
Le 18 février 2018, elle s'impose pour la troisième fois aux championnats de France en salle à Liévin, 2 min 3 s 52,. Lors de la saison estivale, elle réalise sa saison la plus aboutie, avec des chronos réguliers dans les 2 min 01 s 00, bien qu'elle ne descende pas sous les 2 min, son meilleur temps étant 2 min 00 s 06 à Heusden-Zolder le 21 juillet. Vainqueure à Montgeron, Birmingham, Dessau et Marseille, elle apparaît trois fois en Ligue de diamant sur 1500 m en tant que lièvre, menant Caster Semenya, Gudaf Tsegay et Shelby Houlihan sous les 4 minutes. Sur cette distance, elle établit par ailleurs à Blois un nouveau record national en 4 min 20 s 09.
En 2019, elle remporte la médaille d'or sur 1 500 m aux championnats d'Afrique de l'Ouest à Niamey. Sur le double-tour de piste, elle atteint la finale des Jeux africains de Rabat, terminant 7e, puis atteint une nouvelle fois les demi-finales des championnats du monde, à Doha, 5e de sa course et 10e temps global.
En 2020, dans une saison tronquée par la pandémie de COVID, elle remporte le titre national en salle (2 min 06 s 79) et en plein air (2 min 04 s 76). Elle s'impose en juin à Bydgoszcz avec son meilleur temps de la saison (2 min 00 s 11), à Heusden-Zolder et à Yaoundé.
Le 17 février 2021, à 35 ans, Noélie Yarigo bat à Toruń son record personnel et national en 2 min 01 s 01. En plein air, elle ne compte qu'une victoire à Cergy-Pontoise (2 min 00 s 78) mais réalise durant la saison plus chrono sous les 2 min 01 s, notamment à Sollentuna et Tomblaine, son meilleur temps (2 min 00 s 28). En août, elle participe à ses seconds Jeux olympiques, à Tokyo, où elle atteint de nouveau les demi-finales (7e en 2 min 01 s 41, après s'être blessée à la cheville lors des séries). Elle conclut sa saison par une troisième place à Nairobi, le 18 septembre.
En février 2022, elle est disqualifiée en finale des championnats de France en salle à Miramas. Faisant l'impasse sur les championnats d'Afrique pour raisons de santé, elle est tout de même sélectionnée dans l'équipe du Bénin pour les mondiaux de Eugene, au cours desquels elle est pour la troisième fois consécutive demi-finaliste, terminant septième de sa course. Le 30 août, à Rovereto, elle court pour la troisième fois de sa carrière sous les 2 minutes, en 1 min 59 s 75, son meilleur temps depuis 2017.
Lors de l'hiver 2023, Noélie Yarigo réalise la meilleure saison de sa carrière, et retrouve une jeunesse à 37 ans. La Béninoise commence sa saison le 4 février à Val-de-Reuil et casse pour la première fois la barrière des 2 minutes en salle, s'imposant en 1 min 59 s 29, meilleure performance mondiale de l'année, record du Bénin, ainsi que nouveau record de France. En effet, depuis 2018, seule la nationalité française est nécessaire pour détenir le record de France. Elle améliore ainsi les 2 min 00 s 42 d'Élisabeth Grousselle établis en 2006. 4 jours plus tard, à Toruń, elle termine 2e derrière Keely Hodgkinson (1 min 57 s 87) en battant une seconde fois les records nationaux qu'elle détient, courant 1 min 58 s 48, deuxième meilleure performance mondiale 2023. Avec ce chrono, la franco-béninoise devient la 25e meilleure performeuse mondiale de l'histoire en salle, et la 2e en catégorie master, à 11 centièmes du record du monde des plus de 35 ans détenus par la Tchèque Helena Fuchsová depuis 2001.
Elle continue sa saison hivernale avec trois autres courses du Circuit mondial en salle de l'IAAF, s'imposant à Madrid, terminant 3e à Liévin et 7e à Birmingham, les deux premières courses en 2 min 01 s 47 et la dernière en 2 min 01 s 18. Elle termine deuxième du classement général, derrière Keely Hodgkinson.
Lors de la saison estivale, le 4 juin à Chorzów, Noélie Yarigo court le second meilleur 800 m en plein air de sa carrière, en 1 min 59 s 53, derrière son record national (1 min 59 s 29) établit en 2016. Cinq jours plus tard, lors du Meeting de Paris pour la Ligue de diamant, elle termine 5e de la course et établit un nouveau record du Bénin du 800 m en plein air en 1 min 58 s 65. À 37 ans, elle réalise par ailleurs son deuxième meilleur chrono de référence, derrière ses 1 min 58 s 48 établit en février en salle.
Elle est nommée porte-drapeau de la délégation du Bénin aux Jeux olympiques d'été de 2024 à Paris en compagnie du judoka Valentin Houinato.

## Palmarès
| Date | Compétition                        | Lieu                               | Résultat | Épreuve | Temps         |
| ---- | ---------------------------------- | ---------------------------------- | -------- | ------- | ------------- |
| 2005 | Jeux de la Francophonie            | Niamey                             | 6e       | 800 m   | 2 min 11 s 61 |
| 2014 | Championnats d'Afrique             | Marrakech                          | 5e       | 800 m   | 2 min 01 s 64 |
| 2016 | Championnats d'Afrique             | Durban                             | 6e       | 800 m   | 2 min 02 s 68 |
| 2017 | Jeux de la solidarité islamique    | Bakou                              | 3e       | 800 m   | 2 min 02 s 47 |
| 2017 | Jeux de la Francophonie            | Abidjan                            | 2e       | 800 m   | 2 min 01 s 27 |
| 2018 | Championnats d'Afrique             | Asaba                              | 7e       | 800 m   | 2 min 04 s 36 |
| 2019 | Championnats d'Afrique de l'Ouest  | Niamey                             | 1re      | 1 500 m | 4 min 29 s 50 |
| 2019 | Jeux africains                     | Rabat                              | 7e       | 800 m   | 2 min 04 s 66 |
| 2023 | Circuit mondial en salle de l'IAAF | Circuit mondial en salle de l'IAAF | 2e       | 800 m   | détails       |
| 2024 | Championnats du monde en salle     | Glasgow                            | 3e       | 800 m   | 2 min 3 s 15  |

## Records
| Épreuve | Épreuve   | Temps              | Lieu           | Date             |
| ------- | --------- | ------------------ | -------------- | ---------------- |
| 400 m   | Plein air | 53 s 20            | Ouagadougou    | 9 septembre 2017 |
| 400 m   | En salle  | 55 s 11 (NR)       | Bordeaux       | 26 janvier 2014  |
| 600 m   | Plein air | 1 min 25 s 78 (NR) | Berlin         | 27 août 2017     |
| 800 m   | Plein air | 1 min 59 s 12 (NR) | Rio de Janeiro | 17 août 2016     |
| 800 m   | En salle  | 1 min 58 s 48 (NR) | Toruń          | 8 février 2023   |
| 1 000 m | 1 000 m   | 2 min 36 s 30 (NR) | Heusden-Zolder | 3 juillet 2021   |
| 1 500 m | 1 500 m   | 4 min 20 s 09 (NR) | Blois          | 23 juin 2018     |

## Actions caritatives

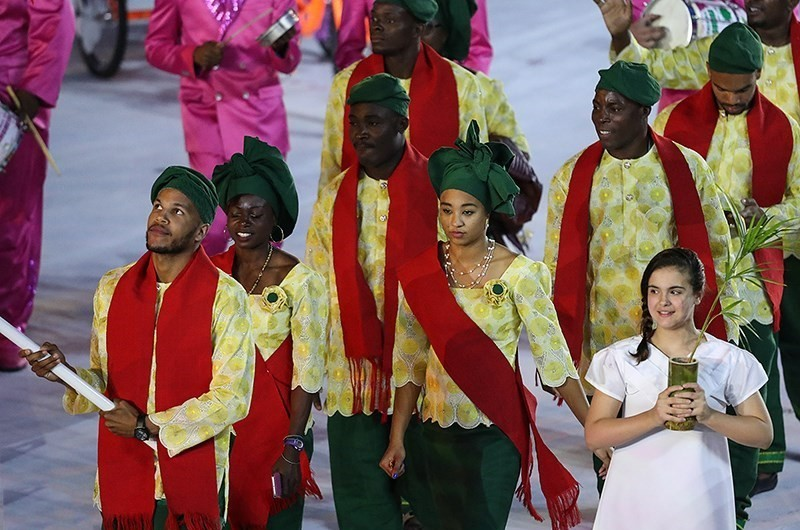
Cérémonie d'ouverture des Jeux olympiques d'été de 2016

Noélie Yarigo reste très attachée à son pays le Bénin où elle organise chaque année, le 1er mai, une compétition de course pour les jeunes (Les foulées de la Pendjari) dans sa ville natale de Matéri, afin de révéler et d’encourager les jeunes talents dans la pratique de l’athlétisme et dans la poursuite de leurs études.
« C’est pour motiver les jeunes à faire comme moi. Leur montrer que l’on peut réussir par le sport. On peut étudier, mais faire aussi de l’athlétisme. Leur faire découvrir la course à pied, tout en détectant aussi les talents ».  « Il faut que quelqu’un prenne la relève quand j’arrêterai ! » révèle-t-elle lors d’une interview accordée au magazine VO2 Run.